# Pêra Velha, Aldeia de Nacomba e Ariz
Pêra Velha, Aldeia de Nacomba e Ariz (llamada oficialmente União das Freguesias de Pêra Velha, Aldeia de Nacomba e Ariz) es una freguesia portuguesa del municipio de Moimenta da Beira, distrito de Viseu.

## Historia
Fue creada el 28 de enero de 2013 en aplicación de una resolución de la Asamblea de la República de Portugal promulgada el 16 de enero de 2013 con la unión de las freguesias de Aldeia de Nacomba, Ariz y Pêra Velha, pasando su sede a estar situada en la antigua freguesia de Pêra Velha.

## Demografía
| Gráfica de evolución demográfica de Pêra Velha, Aldeia de Nacomba e Ariz entre 2011 y 2021 |
|                                                                                            |
| Datos según el nomenclátor publicado por el INE portugués.                                 |